# Ambystoma velasci
El ajolote del altiplano (Ambystoma velasci) es una especie de salamandra en la familia Ambystomatidae endémica de México. Su hábitat natural son los bosques templados, los montanos húmedos tropicales o subtropicales, praderas templadas, praderas tropicales o subtropicales a gran altitud, los ríos, lagos de agua dulce, marismas de agua dulce, corrientes intermitentes de agua dulce, tierras de pastos y estanques. En México se considera Sujeta a Protección Especial. El nombre velasci es en honor al naturalista y pintor mexicano José María Velasco Gómez.